# Kleine Lorscher Frankenchronik

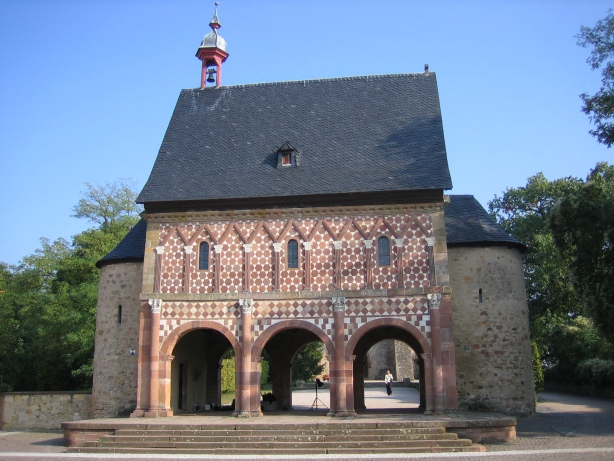
Karolingische Torhalle des ehemaligen Klosters Lorsch

Annales Laurissenses minores (Kleine Lorscher Annalen), auch Chronicon Laurissense breve, lautet die lateinische Bezeichnung eines mittelalterlichen historiographischen Textes aus dem Kloster Lorsch. In manchen  Texten wird auch die Bezeichnung Kleine Lorscher Frankenchronik verwendet.

## Inhalt
Die Chronik wurde Anfang des neunten Jahrhunderts von einem Mönch aus dem Kloster Lorsch geschrieben. Der Name des Autors ist unbekannt. In jährlich aufeinander folgenden Berichten werden Ereignisse im Frankenreich des 8. Jahrhunderts wiedergegeben, wie zum Beispiel der Übergang der Herrschaft von den Merowingern zu den Karolingern. Die Chronik beginnt mit dem Jahr 680 und endet mit dem Jahr 817. Vom Jahr 680 bis zum Jahr 741 ist der Inhalt der Fredegarchronik entnommen. Von 741 bis 788 sind die Angaben teils originär, teils beruhen sie auf den Annales Laurissenses maiores (Große Lorscher Annalen). Ab 788 unterscheiden sich die Aufzeichnungen im Codex Fuldensis von denen im Codex Remensis. Zwei der überlieferten Handschriften befanden sich einst in Fulda bzw. Reims, woraus sich deren heutige Bezeichnungen herleiten. Später gelangten diese dann nach Wien bzw. Bern. Die Kleine Lorscher Frankenchronik wurde in der Folge von den Autoren der Fuldaer Annalen (Annales Fuldenses) als Quelle verwendet. 
Die Annales Laurissenses minores sollten nicht mit den Lorscher Annalen (Annales Laureshamenses) verwechselt werden.